# Tidlösasläktet
Tidlösasläktet eller tidlösor (Colchicum) är ett släkte fleråriga enhjärtbladiga växter i familjen tidlöseväxter som enligt Catalogue of Life omfattar 103 arter. Arterna har ofta en knölformad jordstam. Själva blomman liknar ofta krokusar, men kan skiljas från dessa genom att tidlösorna har sex ståndare, medan krokusarna enbart har tre.
Tidlösasläktets arter föredrar fuktig jord, och en solig till halvskuggig plats som är något skyddad för vinden. 
Colchicum-arterna är vanligen giftiga; blad, jordstam och frön innehåller alla alkaloider, av vilka kolchicin är den viktigaste. Detta ämne har använts som medicin bland annat som behandling mot gikt. 
Flera av arterna odlas som trädgårdsväxter. 

## Utbredning
Släktet härstammar ursprungligen från Afrika, men har därifrån spridits till Europa, västra Asien och Australien.
I Sverige förekommer enbart tidlösa (C. autumnale), då som förvildad trädgårdsväxt.

## Systematik
Tidlösorna fördes förr till den stora och onaturliga familjen liljeväxter, men bildar tillsammans med sina släktingar en egen familj tidlöseväxter i ordningen Liliales. I släktet Colchicum ingår nu också de tidigare erkända släktena Androcymbium, Bulbocodium och Merendera (varav de två senare förekommer i Europa).

## Dottertaxa
Enligt Catalogue of Life listas följande som dottertaxa till Clethra, här i alfabetisk ordning:
- Colchicum alpinum - Alptidlösa
- Colchicum androcymbioides
- Colchicum antepense
- Colchicum antilibanoticum
- Colchicum arenarium
- Colchicum arenasii
- Colchicum asteranthum
- Colchicum atticum
- Colchicum autumnale - Tidlösa
- Colchicum balansae
- Colchicum baytopiorum
- Colchicum bivonae
- Colchicum boissieri
- Colchicum bulbocodium
- Colchicum burttii
- Colchicum chalcedonicum
- Colchicum chimonanthum
- Colchicum chlorobasis
- Colchicum cilicicum
- Colchicum confusum
- Colchicum corsicum
- Colchicum cretense
- Colchicum crocifolium
- Colchicum cupanii
- Colchicum davisii
- Colchicum decaisnei
- Colchicum doerfleri
- Colchicum dolichantherum
- Colchicum eichleri
- Colchicum euboeum
- Colchicum fasciculare
- Colchicum feinbruniae
- Colchicum figlalii
- Colchicum filifolium
- Colchicum freynii
- Colchicum gonarei
- Colchicum gracile
- Colchicum graecum
- Colchicum greuteri
- Colchicum haynaldii
- Colchicum heldreichii
- Colchicum hierosolymitanum
- Colchicum hirsutum
- Colchicum hungaricum
- Colchicum ignescens
- Colchicum imperatoris-friderici
- Colchicum inundatum
- Colchicum kesselringii
- Colchicum kotschyi
- Colchicum kurdicum
- Colchicum laetum
- Colchicum lagotum
- Colchicum leptanthum
- Colchicum lingulatum
- Colchicum longifolium
- Colchicum lusitanum
- Colchicum luteum
- Colchicum macedonicum
- Colchicum macrophyllum
- Colchicum manissadjianii
- Colchicum micaceum
- Colchicum micranthum
- Colchicum minutum
- Colchicum mirzoevae
- Colchicum montanum
- Colchicum multiflorum
- Colchicum munzurense
- Colchicum nanum
- Colchicum neapolitanum
- Colchicum parlatoris
- Colchicum parnassicum
- Colchicum paschei
- Colchicum peloponnesiacum
- Colchicum persicum
- Colchicum polyphyllum
- Colchicum pulchellum
- Colchicum pusillum
- Colchicum raddeanum
- Colchicum rausii
- Colchicum ritchii
- Colchicum robustum
- Colchicum sanguicolle
- Colchicum schimperi
- Colchicum serpentinum
- Colchicum sfikasianum
- Colchicum sieheanum
- Colchicum soboliferum
- Colchicum speciosum - Prakttidlösa
- Colchicum stevenii
- Colchicum szovitsii
- Colchicum trigynum
- Colchicum triphyllum
- Colchicum troodi
- Colchicum tunicatum
- Colchicum turcicum
- Colchicum tuviae
- Colchicum umbrosum
- Colchicum varians
- Colchicum variegatum
- Colchicum wendelboi
- Colchicum verlaqueae
- Colchicum woronowii
- Colchicum zahnii